# La Conquête de l'Everest
Pour plus de détails, voir Fiche technique et Distribution.
La Conquête de l'Everest (titre original : The Conquest of Everest) est un film documentaire britannique réalisé par George Lowe, sorti en 1953.
Ce film raconte l'histoire de la première expédition ayant réussi à vaincre le plus haut sommet du monde. Le 29 mai 1953, Edmund Hillary et le sherpa Tensing Norgay parviennent à atteindre le sommet de l'Everest. Depuis la première tentative d'ascension en 1921, aucune expédition n'était parvenue à réaliser cet exploit.
Le film est nommé pour l'Oscar du meilleur film documentaire lors de la 26e cérémonie des Oscars, en 1954, et remporte le British Academy Film Award du meilleur film documentaire.

## Fiche technique
- Titre : La Conquête de l'Everest
- Titre original :  The Conquest of Everest
- Réalisation : George Lowe
- Scénario : Louis MacNeice (commentaire)
- Photographie : George Lowe, J.B.L. Noel, Thomas Stobart
- Montage : Adrian de Potier
- Musique : Arthur Benjamin
- Son : Ken Cameron, Jean Mackenzie, Ken Scrivener
- Producteurs : Leon Clore, John Taylor, Grahame Tharp et Bernard Coote (producteur associé)
- Sociétés de production : Countryman Films, Group 3
- Sociétés de distribution : British Lion Film Corporation (Royaume-Uni), United Artists (États-Unis)
- Pays d'origine :  Royaume-Uni
- Langue : Anglais
- Format : Couleurs (Technicolor) — 35 mm — 1,37:1 — Son : Mono (RCA Sound System)
- Genre : Film documentaire, Film d'aventure
- Durée : 78 minutes (1 h 18)
- Dates de sortie :
  -  Suède : 7 décembre 1953
  -  États-Unis : 9 décembre 1953 (New York)
  -  Danemark : 13 janvier 1954
  -  Allemagne de l'Ouest : 4 février 1954
  -  France : 13 février 1954

## Distribution
- Meredith Edwards : le narrateur (voix)
- Edmund Hillary : lui-même
- Tenzing Norgay : lui-même
- John Hunt : lui-même
- George Band : lui-même
- Tom Bourdillon : lui-même
- Charles Evans : lui-même
- Alfred Gregory : lui-même
- George Lowe : lui-même
- Wilfred Noyce : lui-même
- Griffith Pugh : lui-même
- Thomas Stobart : lui-même
- Michael Ward : lui-même
- Michael Westmacott : lui-même
- Charles Wylie : lui-même